# 클리블랜드
클리블랜드(Cleveland)는 미국 오하이오주의 도시이다. 카이어호가 군의 군청 소재지로 오하이오 주에서 가장 번잡하다. 도심은 오하이오주 북동쪽, 이리호의 남쪽 호안에 자리하고 있으며, 펜실베이니아주와의 경계에서 약 100 km 떨어져 있다.
도시는 1796년 쿠야호가 강 하구에서 만들어졌고, 호수의 수운(水運)을 이용하여 제철 원료인 철광석·석탄·석회석을 손쉽게 얻을 수 있으므로 제철을 비롯한 자동차·조선·석유 정제 등이 왕성하였다.
운하와 철도의 개통으로 제조업의 중심지가 되었다. 중공업의 쇠퇴와 함께 클리블랜드의 산업은 금융, 보험, 법률, 의료분야의 서비스 산업으로 다양하게 변화했다.

## 주민
2007년 인구 조사에서의 인구는 438,042 명으로 미국 내에서 40번째, 오하이오 주에서는 2번째 크기이다. 아프리카계 미국인들이 인구의 절반이다. 슬로베니아계, 독일계, 폴란드계, 이탈리아계, 아일랜드계, 영국계 주민들이 많이 살며, 또한 부다페스트에 이어 제일 큰 헝가리인들의 도시로도 알려졌다.

## 경제

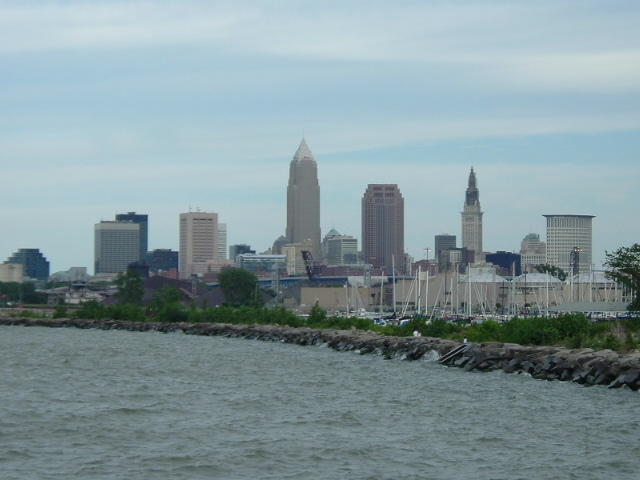
다운타운 클리블랜드

### 제조업
제조업은 지방 경제의 주력으로 도시 근로자의 약 5분의 1을 고용한다. 자동차 부품과 제철업이 클리블랜드의 가장 중요한 생산품이다. 회사들은 또한 생물 공학, 화학, 전자, 합성 금속, 플라스틱 등을 생산하고 있다.
클리블랜드는 신제품 연구와 개발의 중요한 중심지이다. 도시의 많은 연구소들의 한 초점은 낡은 제조업의 생산성과 경쟁성을 향상시켜왔다. 이 산업들은 고용을 늘일 필요없이 생산성을 경험하였다.

### 서비스업
서비스업은 클리블랜드 경제의 점점 중요한 일부이다. 병원, 대학, 법률 상사, 은행과 서비스 회사들의 넓게 퍼짐은 도시의 많은 근로자들을 위하여 마련되었다. 클리블랜드 지역은 중요한 보건의 중심지이다. 클리블랜드 진료소는 미국에서 지도적인 의료소이며 특별히 심장과 신장의 치료에 전문적으로 알려졌다. 그 진료소는 도시의 가장 큰 고용주들 중의 하나이다. 관광업도 소득과 고용으로서 번영하고 있다.

### 해운업
클리블랜드의 항구는 오대호에서 가장 바쁜 지역들 중의 하나이다. 1940년부터 1959년까지 도시는 쿠야호가 강을 넓히고, 깊게 하고 반듯이 하는 데 2억 달러 이상을 들였다. 오늘날 광석과 석탄을 싣는 배들이 내륙의 제철소들로 오는 데 5 마일(8 킬로미터) 이상이나 항해를 하는 편이다. 1959년에 완공된 세인트로렌스 수로와 함께 클리블랜드를 국제 항구로 만들었다. 외양 항행의 배들이 대서양으로부터 오대호로 들어오는 편이다.

### 교통
클리블랜드 홉킨스 국제공항은 도시의 남서부에 놓여있고, 버크 레이크프론트 공항은 다운타운 클리블랜드 근처에 있다. 그레이터 클리블랜드 지방 통행 권위는 지방적 교통의 주요한 의미들을 마련한다. 그 버스들과 빠른 통행길들은 도시와 많은 외곽들에서 이용된다. 1968년 클리블랜드는 다운타운 지역과 홉킨스 국제 공항 사이에 빠른 통행길을 열었다. 그 일은 미국에서 다운타운-공항 열차를 제공하는 데 첫 도시가 되었다.

### 통신
클리블랜드는 "플레인 딜러"라는 일간 신문이 있다. 오하이오 주에서 가장 오래된 라디오 방송국 WHK가 1922년 클리블랜드에서 시작되었다. 주의 첫 텔레비전 방송국 WEST-TV가 1947년 클리블랜드에 개장되었다.

## 역사

### 초기 정착
첫 유럽인들이 정착하기 전에 치페와, 이리, 이로쿼이 인디언들이 클리블랜드 지방에 살고 있었다. 1796년 코네티컷 대지 회사의 감독자 모지스 클리블랜드가 코네티컷의 정착자들을 이끌고 현재의 클리블랜드가 된 대지로 데려왔다. 1795년 코네티컷 대지 회사는 현재 클리블랜드 지역을 포함하는 웨스턴 리저브 지역을 매입하였다. 1800년대 초반 동안에 더 많은 뉴잉글랜드의 정착자들이 그 지역에 왔다. 클리블랜드는 1810년 카유로가 카운티의 소재지가 되었고 1814년 마을로서 합병되었다.

### 산업의 번창
1825년 이리 운하의 개통이 노스웨스트 준주로 제조품들을 싣고 가거나, 동부로 가는 원료들을 위한 값이 싼 교통을 마련하였다. 운하는 클리블랜드가 상업의 중심지가 되는 데 도움을 주었다. 1836년 오하이오 주의 입법부는 클리블랜드를 도시의 특허로 승인하였다. 당시만 해도 도시는 약 6,000명의 인구가 살고 있었다.
1800년대의 마지막 절반 동안이 클리블랜드는 상업에서 공업의 중심지로 바뀌었다. 1851년 도시에 첫 철도가 생기고 주도 콜럼버스와 연결하였다. 1852년 슈피리어호에서 들어온 철광석이 처음으로 클리블랜드 항구에 들어왔다. 미네소타주에서 들어오는 철광석과 펜실베이니아주에서 들어오는 석탄의 선적이 도시가 기관차와 다른 철강 제품들을 생산하는 주요 도시가 되는 데 도움을 주었다. 1850년과 1870년까지 클리블랜드의 인구는 17,034명에서 145,281명으로 늘어났다. 도시는 또한 펜실베이니아 석유의 정재소가 되기도 하였다. 1870년 존 D. 록펠러가 클리블랜드에서 스탠다드 석유 회사를 결성하였다.
1880년대와 1890년대 동안 도시의 재빠른 산업 번창은 다른 나라들로부터 많은 정착자들을 끌어들였다. 대다수는 헝가리, 리투아니아, 폴란드나 러시아에서 왔다. 1900년으로 봐서 381,768명의 사람들이 클리블랜드에 살았다.

### 지속적인 번영과 향상
톰 L. 존슨의 시장으로서 첫 기단 동안인 1901년부터 1909년까지 클리블랜드는 미국에서 가장 잘 통치된 도시들 중의 하나가 되었다. 존슨은 경찰국을 향상시키고 낮은 교통비를 도시에 가져왔다. 그는 집주인들보다 더 높은 비율에서 상업적 재산의 부담스러운 주인들의 시스템을 발달시켰다.
1900년대 초반의 자동차 산업 발달은 클리블랜드에서 위대하게 철강 제조업을 원조하였다. 미국이 제1차 세계 대전에 참전한 후에 도시는 연합국을 위한 전투기, 군함과 탱크를 생산하였다. 1930년 전쟁이 클리블랜드의 인구를 900,429명으로 늘이는 데 도움을 준 후에 철강업이 재빠르게 번창하였다.
제2차 세계 대전 중에 도시는 다시 군사 용품들을 생산하였다. 남부에서 온 거대한 수의 아프리카계 미국인들을 포함한 수천명의 사람들이 클리블랜드에 와서 도시의 국방 산업들에 직업을 찾았다. 1950년으로 봐서 클리블랜드의 인구는 914,808명으로 치올랐다.

### 침체와 인종적 긴장
1950년대 동안에 외곽에서 사는 경향이 발달하면서 수천명의 백인 중류 집안 시민들이 도시의 외부에 새롭게 지어진 지역들로 이주하였다. 1960년으로 봐서 클리블랜드의 인구가 876,050명으로 떨어졌다.
도시는 1960년대에 심각한 인종적 문제를 향하였다. 1966년 7월에 호크 지역에서 일어난 5일 간의 폭동에서 4명이 사망하였다. 1967년 칼 스토크스를 시장에 선출한 후 인종적 긴장이 감소하였다. 민주당 소속의 스토크스는 미국의 주요 도시에서 첫 흑인 시장이었다. 그는 1971년까지 시장직에 있었다. 1968년 7월 글렌빌 지역에서 또다른 폭동이 일어나 11명이 사망하는 결과를 가져왔다.
1960년대와 1970년대에 클리블랜드의 인구는 드라마적으로 쇠퇴하였다. 이 시기 동안에 도시는 산업이 쇠퇴하거나 외곽들 혹은 다른 지방으로 옮겨가면서 수천개의 직업을 잃었다.

### 재정적 문제들
1970년대 동안에 클리블랜드는 엄격한 재정적 어려움들을 마주쳤다. 1978년에는 1930년대 대공황 이래 대부금의 부족이 생긴 첫 주요 도시가 되었다. 1979년 투표인들은 자금을 모으는 도움을 주는 데 도시의 소득세를 늘이는 데 찬성하였다. 클리블랜드는 도시의 지도자들과 8개의 은행이 지불 기한이 넘은 기부금을 다시 낼 수 있는 동의서에 도달하면서 1980년 부족으로부터 나왔다.

### 복귀된 도시
1980년대에 클리블랜드는 도시의 재정적 어려움으로부터 회복하는 일을 하였다. 도시의 수고는 복귀된 도시라 불리는 데 이끌어졌다.
국고 안정을 이루는 것을 도우는 데 도시 정부는 도시 직업들의 수백개를 소거하고 투표인들은 또 다른 소득세 향상에 찬성하였다. 정치적 안정을 향상시키는 데 투표인들은 시의회의 회원을 33명에서 21명으로 줄이고 시장과 시의회원들의 임기를 2년에서 4년으로 바꾸는 데 찬성하였다. 제조업의 수가 지속적을 떨어졌으나 서비스업이 발달하기 시작하였다. 클리블랜드의 인구가 1980년대 동안에 감속되었고 1990년에는 인구가 대략 500,000명으로 떨어졌다.
호안 지역을 포함한 다운타운 지역은 1980년대와 1990년대에 많은 재개발 계획들의 무대였다. 이 계획들은 타워 시티 센터에서 거기에 많은 소매상과 오락 시설들의 개발, 플레이하우스 스퀘어를 주요 예술 단지로 수리, 스포츠 경기장들을 포함한 게이트웨이 컴플렉스의 개발을 포함한다. 노스 코스트 항구 계획은 호안을 항구, 공원, 운동장과 2개의 박물관으로 변형시켰다.
클리블랜드의 경제 복귀에 불구하고 학교 시스템이 근심의 근본으로 남아있었다. 1995년 재정적 문제의 세월 이후에 도시의 학교 시스템은 주 통치의 아래에 놓였다. 그러나 1997년 오하이오 주지사는 1998년 정식으로 지배를 시작한 클리블랜들 시장에게 법안이 책임을 주는 법률에 서명하였다. 학교 시스템의 목적은 주립 시험에서 학생들의 득점을 향상시키고, 부모들의 관련을 즐이고 학교 안전을 향상시키는 것을 포함하였다.

### 최근 발전
2000년 도시의 인구가 1990년으로부터 약 5 퍼센트나 쇠퇴하여 478,403명이었다. 클리블랜드는 그 결과로서 스카이라인을 새로운 레이블 뉴 아메리칸 시티로 바꾸면서 2000년대에 나왔다. 그러나 인간 논쟁들이 지속적으로 인종적 관계, 공공 학교들의 개혁과 실업자들을 위한 직업 훈련을 포함한 주의를 필요하였다. 2001년 투표인들은 카운티의 행정관이자 전 주 입법자 제인 L. 캠벨을 도시의 첫 여성 시장으로 선출하였다.

## 문화

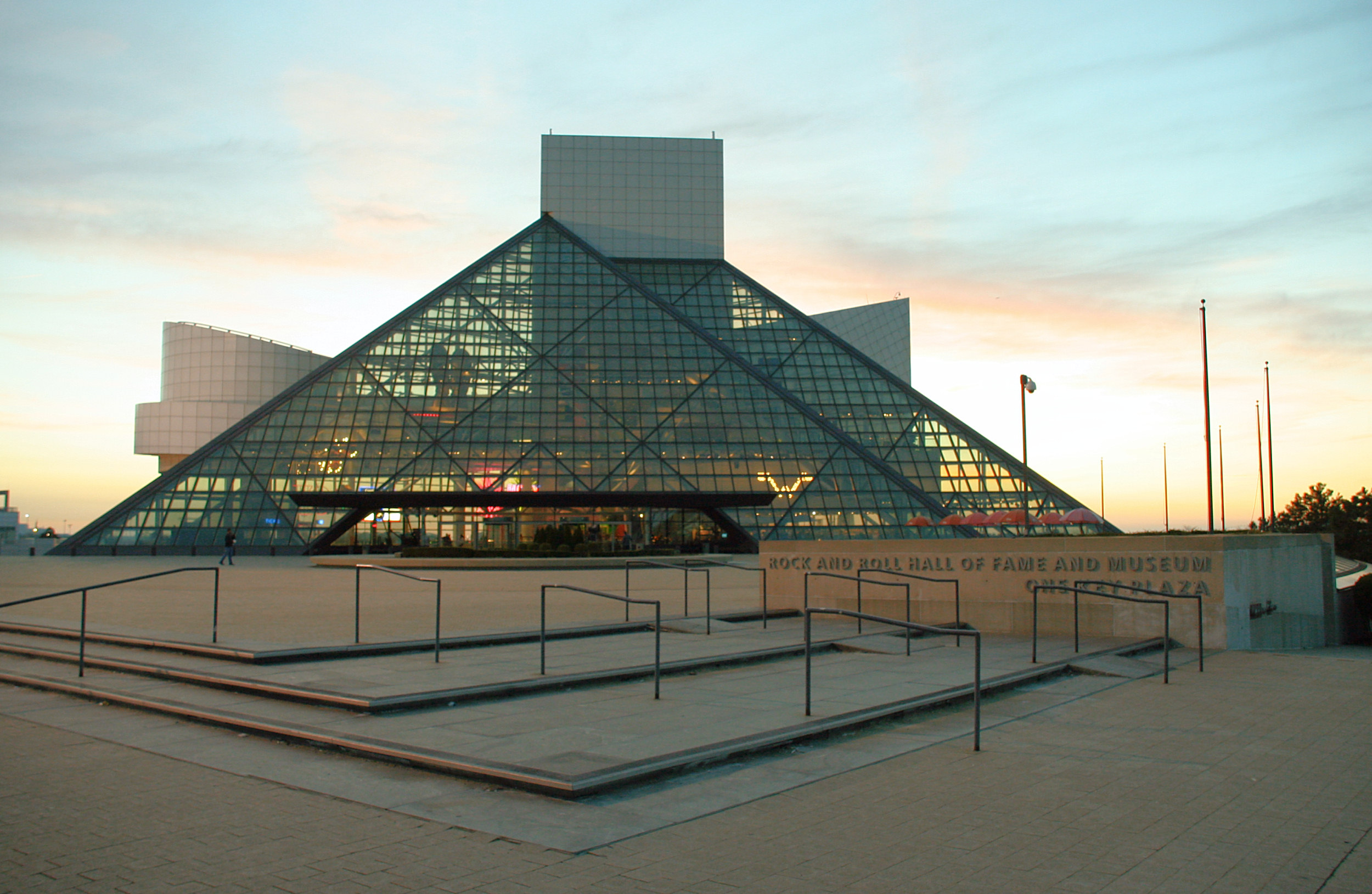
로큰롤 명예의 전당

로큰롤 명예의 전당이 위치해 있으며, 록 음악에 관련된 것들로 유명하다.

### 스포츠
- 클리블랜드 가디언즈 (MLB 야구팀)
- 클리블랜드 브라운스 (NFL 미식축구팀)
- 클리블랜드 캐벌리어스 (NBA 농구팀)
- 클리블랜드 차지 (NBA G 리그 농구팀)

## 기후
| 클리블랜드 (홉킨스 국제공항)의 기후                                                            | 클리블랜드 (홉킨스 국제공항)의 기후 | 클리블랜드 (홉킨스 국제공항)의 기후 | 클리블랜드 (홉킨스 국제공항)의 기후 | 클리블랜드 (홉킨스 국제공항)의 기후 | 클리블랜드 (홉킨스 국제공항)의 기후 | 클리블랜드 (홉킨스 국제공항)의 기후 | 클리블랜드 (홉킨스 국제공항)의 기후 | 클리블랜드 (홉킨스 국제공항)의 기후 | 클리블랜드 (홉킨스 국제공항)의 기후 | 클리블랜드 (홉킨스 국제공항)의 기후 | 클리블랜드 (홉킨스 국제공항)의 기후 | 클리블랜드 (홉킨스 국제공항)의 기후 | 클리블랜드 (홉킨스 국제공항)의 기후 |
| 월                                                                                             | 1월                                 | 2월                                 | 3월                                 | 4월                                 | 5월                                 | 6월                                 | 7월                                 | 8월                                 | 9월                                 | 10월                                | 11월                                | 12월                                | 연간                                |
| ---------------------------------------------------------------------------------------------- | ----------------------------------- | ----------------------------------- | ----------------------------------- | ----------------------------------- | ----------------------------------- | ----------------------------------- | ----------------------------------- | ----------------------------------- | ----------------------------------- | ----------------------------------- | ----------------------------------- | ----------------------------------- | ----------------------------------- |
| 역대 최고 기온 °C (°F)                                                                         | 23 (73)                             | 25 (77)                             | 28 (83)                             | 31 (88)                             | 34 (93)                             | 40 (104)                            | 39 (103)                            | 39 (102)                            | 38 (101)                            | 34 (93)                             | 28 (82)                             | 25 (77)                             | 40 (104)                            |
| 일평균 최고 기온 °C (°F)                                                                       | 2.1 (35.8)                          | 3.6 (38.5)                          | 8.4 (47.1)                          | 15.6 (60.1)                         | 21.7 (71.1)                         | 26.6 (79.8)                         | 28.7 (83.7)                         | 27.8 (82.0)                         | 24.2 (75.6)                         | 17.6 (63.7)                         | 10.7 (51.3)                         | 4.7 (40.4)                          | 16.0 (60.8)                         |
| 일일 평균 기온 °C (°F)                                                                         | −1.6 (29.1)                         | −0.5 (31.1)                         | 3.8 (38.9)                          | 10.2 (50.4)                         | 16.2 (61.2)                         | 21.3 (70.4)                         | 23.6 (74.5)                         | 22.8 (73.0)                         | 19.1 (66.4)                         | 12.8 (55.1)                         | 6.7 (44.0)                          | 1.3 (34.3)                          | 11.3 (52.4)                         |
| 일평균 최저 기온 °C (°F)                                                                       | −5.4 (22.3)                         | −4.6 (23.7)                         | −0.7 (30.7)                         | 4.9 (40.8)                          | 10.8 (51.4)                         | 16.2 (61.1)                         | 18.5 (65.3)                         | 17.7 (63.9)                         | 13.9 (57.1)                         | 8.1 (46.5)                          | 2.6 (36.7)                          | −2.1 (28.2)                         | 6.7 (44.0)                          |
| 역대 최저 기온 °C (°F)                                                                         | −29 (−20)                           | −27 (−17)                           | −21 (−5)                            | −12 (10)                            | −4 (25)                             | −1 (31)                             | 5 (41)                              | 3 (38)                              | 0 (32)                              | −7 (19)                             | −18 (0)                             | −26 (−15)                           | −29 (−20)                           |
| 평균 강수량 mm (인치)                                                                          | 76 (2.99)                           | 63 (2.49)                           | 78 (3.06)                           | 95 (3.75)                           | 96 (3.79)                           | 97 (3.83)                           | 93 (3.67)                           | 90 (3.56)                           | 100 (3.93)                          | 91 (3.60)                           | 86 (3.37)                           | 76 (2.99)                           | 1,042 (41.03)                       |
| 평균 강설량 cm (인치)                                                                          | 47 (18.4)                           | 38 (15.1)                           | 27 (10.8)                           | 6.9 (2.7)                           | 0.0 (0.0)                           | 0.0 (0.0)                           | 0.0 (0.0)                           | 0.0 (0.0)                           | 0.0 (0.0)                           | 0.25 (0.1)                          | 11 (4.5)                            | 31 (12.2)                           | 162 (63.8)                          |
| 평균 강수일수 (≥ 0.01 인치)                                                                    | 17.7                                | 14.6                                | 14.6                                | 14.8                                | 13.4                                | 11.5                                | 10.7                                | 10.3                                | 10.1                                | 12.1                                | 13.1                                | 15.6                                | 158.5                               |
| 평균 강설일수 (≥ 0.01 인치)                                                                    | 13.5                                | 10.5                                | 7.2                                 | 2.1                                 | 0.1                                 | 0.0                                 | 0.0                                 | 0.0                                 | 0.0                                 | 0.2                                 | 3.8                                 | 8.4                                 | 45.8                                |
| 평균 상대 습도 (%)                                                                             | 73.3                                | 73.0                                | 70.4                                | 66.1                                | 67.3                                | 69.0                                | 69.8                                | 73.1                                | 73.7                                | 70.8                                | 71.9                                | 74.1                                | 71.0                                |
| 평균 월간 일조시간                                                                             | 101.0                               | 122.3                               | 167.0                               | 216.0                               | 263.6                               | 294.6                               | 307.2                               | 262.2                               | 219.0                               | 169.5                               | 89.8                                | 67.8                                | 2,280                               |
| 가능 일조율                                                                                    | 34                                  | 41                                  | 45                                  | 54                                  | 59                                  | 65                                  | 67                                  | 61                                  | 59                                  | 49                                  | 30                                  | 24                                  | 51                                  |
| 출처: 미국 해양대기청 (평년값: 1991년~2020년, 극값: 1871년~현재, 상대습도/일조: 1961년~1990년) |                                     |                                     |                                     |                                     |                                     |                                     |                                     |                                     |                                     |                                     |                                     |                                     |                                     |

## 자매도시
- 이집트 알렉산드리아 주 알렉산드리아
- 대한민국 울산광역시 중구
- 인도 벵갈루루
- 루마니아 브라쇼브
- 슬로바키아 브라티슬라바
- 이스라엘 홀론, 1995년
- 영국 클리블랜드
- 기니 코나크리
- 알바니아 Fier
- 폴란드 그단스크, 1990년
- 독일 Heidenheim an der Brenz
- 나이지리아 이바단
- 리투아니아 클라이페다
- 페루 리마
- 슬로베니아 류블랴나
- 헝가리 미슈콜츠
- 이탈리아 네투노
- 프랑스 프랑스 오트노르망디 센마리팀주 루앙
- 엘살바도르 세군도 몬테스
- 대만 타이베이시
- 러시아 볼고그라드
- 대한민국 영광군

## 같이 보기
- USS 클리블랜드